# یاسمین حکمتی
یاسمین حکمتی (زاده ۲۵ آذر ۱۳۵۵ در تهران) سردبیر، گزارشگر، مجری تلویزیونی و نویسنده کتاب‌های آشپزی آلمانی-ایرانی است.

## زندگی‌نامه
یاسمین از پدری ایرانی و مادری آلمانی در تهران متولد شد و سپس به آلمان مهاجرت و در آنجا بزرگ شد. او متأهل است، دو فرزند دارد و در ماینز زندگی می‌کند.

## تحصیلات
حکمتی در دانشگاه‌های ماینز، دانشگاه دمشق، دانشکده مطالعات شرقی و آفریقایی و کالج دانشگاه لندن در رشته‌های مطالعات اسلامی و مطالعات خاورمیانه تحصیل کرده‌است. در طول تحصیل، او اولین تجربیات روزنامه‌نگاری خود را به عنوان یک فریلنسر در شبکه دو تلویزیون آلمان به دست آورد.

## فعالیت‌ها
یاسمین حکمتی پس از اتمام تحصیلات، کارآموز شبکه دو آلمان بود. او از سال ۲۰۰۵ در بخش تحریریه اصلی شبکه دو آلمان برای بخش سیاسی و امور خارجی کار می‌کند. او عمدتاً به عنوان سردبیر و گزارشگر برای برنامه‌های روزانه و مجله‌های خارجی فعالیت می‌کند. حکمتی از سال ۲۰۰۶ مجری برنامه‌هایی با نام‌های "مجله خارجی" و برنامه "امروز در اروپا" بوده‌است.

## کتاب‌ها
- کتاب آشپزی خانواده وگانیسم وعده‌های غذایی لذیذ و سالم برای پیر و جوان، Ars vivendi, Cadolzburg 2015, -Suche/9783869134994 ISBN 978-3-86913-499-4

## پیوندهای مرتبط
- لینک کوتاه شده در ZDF.de، قابل دسترسی در ۱۳ فوریه ۲۰۱۷
- لینک کوتاه شده در 3sat، در ۲ ژانویه ۲۰۱۴ مشاهده شد
- آثار نوشته‌شده یا دربارهٔ یاسمین حکمتی در برگه‌دان کتابخانهٔ ملی آلمان